# Федір (київський князь)
Федір Іванович (? — після 1362) — київський князь між 1331 та 1362 роками.
Єдина достовірна згадка Федора в літописах датується 1331 роком. На соборі у Володимирі митрополит Київський і всієї Русі, Феогност поставив новим новгородським архієпископом Василія. Останній був у конфлікті з великим князем литовським, Гедиміном, тому вирушив до Новгорода в обхід Білорусі через Київщину і Сіверщину. Під Черніговом архиєпископа і наздогнав Федір, якого літопис називає київським князем. У літописному оповіданні про цей інцидент відзначається тим що поруч із князем був татарський баскак, який своєю присутністю виразно засвідчує підпорядкування Федора ханам Золотої Орди.
Деякі дослідники вважають, що київський князь водночас визнавав і зверхність Великого князівства Литовського, більше того — сам був братом великого князя литовського Гедиміна. Брак переконливих доказів на користь цієї гіпотези ставить її в один ряд з іншими, автори яких ототожнюють Федора зі Станіславом Київським, ідентифікують його як Ольговича тощо. 
Попри обмеженість даних про особу князя Федора сам факт його існування становить неабиякий науковий інтерес, оскільки засвідчує збереження на Київщині традиції князівського правління, успадкованої від домонгольських часів. Не виключено також, що саме він був усунутий від влади великим князем литовським Ольгердом, котрий посадив замість нього в Києві свого сина Володимира Ольгердовича, хоча літописна звістка про цю подію, яка нібито сталася 1362, міститься в пізньому (XVII ст.) Густинському літописі та є сумнівною щодо своєї автентичності.